# عمر الفاروق السيد رجب
عمر الفاروق السيد رجب، عالم جغرافيا وأستاذ جامعي بجامعة عين شمس وروائي له العديد من المؤلفات الجغرافية والأدبية وعشرات القصص والمقالات والاستبيانات في الصحافة المصرية والعربية، ولد في 09 سبتمبر 1942 (الموافق 28 شعبان 1361 هـ) بحي شبرا في القاهرة.

## التعليم والنشاط العلمي
كان والده السيد رجب من هيئة كبار العلماء في الأزهر حاصلاً على العالمية سنة 1929، ورئيس تحرير مجلة نور الإسلام التي تصدر عن الأزهر في الفترة بين (1947 و1950). تخرج من قسم الجغرافيا بكلية الآداب، جامعة الإسكندرية عام 1963م، وعمل بعد تخرجه معيدًا في جامعة القاهرة فرع الخرطوم، وهي الفترة التي ربطته وجدانيًا بالسودان، وتعرف فيها على الروائي السوداني الكبير الطيب صالح، والأديبة السودانية خديجة صفوت، أدباء هذه الفترة في السودان، ومنهم أبو بكر خالد وسيد أحمد الحردلو، وكوّنَ صداقة وطيدة مع الأديب المصري المهاجر للسودان جمال عبد الملك والشهير بابن خلدون، وعن هذه الفترة كتب روايته الشهيرة «النهر والبحر» التي نُشِرت في حلقات في صحيفة الهدف الكويتية، وقد غادر السودان بعد حصوله على الدكتوراه، حيث عمل بكلية الآداب جامعة عين شمس، وقد ترقى فيها إلى أستاذ مشارك سنة 1978، وذلك بعد أن تقدم إلى الدرجة بمؤلفاته عن المملكة العربية السعودية وهي: المدينة المنورة، الحجاز، وجغرافية المملكة، كما كتب العديد من الدراسات الهامة عن التحضر في المملكة، وتغيُرات قوة العمل السعودية، وتغيُرات البادية في المملكة، وغيرها من المؤلفات التي نشرت في مجلتي دراسات الخليج والجزيرة العربية والمجلة العربية للعلوم الإنسانية الصادرتان عن جامعة الكويت، وقد حصل على الأستاذية سنة 1983، وصدرت له مجموعة دراساته وكتبه الخاصة بالفيلسوف الجغرافي جمال حمدان، كما صدرت له موسوعة مصر بعيون جغرافية عن وزارة الثقافة المصرية سنة 2005، وهي أول موسوعة عربية جغرافية للطفل، وهو صاحب أول استبيان شامل عن حرب الخليج تحت عنوان (100 سؤال للشارع المصري عن حرب الخليج) في جريدة الأخبار المصرية، وتعددت مؤلفاته بعد ذلك في مجالات متنوعة، وبالتوازي مع مؤلفاته الجغرافية وجه جانبًا من نشاطه إلى أدب الأطفال والقصة القصيرة والرواية بشكل عام، ونشر عشرات من القصص القصيرة في الصحف المصرية والسودانية والسعودية والكويتية والإماراتية، كما نشر روايتَيه (رشافي باريس)، و (النهر والبحر) في جريدة الأنباء الكويتية، ثم نشرت له رواية (حكايات أم الدنيا) الجزء الأول تحت عنوان (الطوفان) والجزء الثاني (النهر) في جريدة الأهرام، وتبقى بقية الأجزاء قيد النشر، كما نشرت له مجموعة قصص قصيرة في كتاب الهلال للأطفال تحت عنوان (أجمل أيام الطفولة).

## التدرج الوظيفي
1. معيـد قسم الجغرافيا كلية الآداب جامعة القاهرة فرع الخرطوم 1966.
2. معيـد قسم الجغرافيا كلية الآداب جامعة عين شمس 1969.
3. مدرس قسم الجغرافيا كلية الآداب جامعة عين شمس 1972.
4. أستاذ مساعد قسم الجغرافيا كلية الآداب جامعة عين شمس 1978.
5. أستاذ قسم الجغرافيا كلية الآداب جامعة عين شمس 1983.
6. رئيس قسم الجغرافيا كلية الآداب جامعة عين شمس 1997 - 2002.

## مؤلفاته الجغرافية
1. دراسـات في جغرافية المملكة العربية السعودية – دار الشروق – جدة 1978.
2. الحجاز – دراسات ايكولوجية – دار الشروق – جدة 1979.
3. المدينة المنورة – دار الشروق – جدة 1979.
4. المدن الحجازية – الهيئة المصرية العامة للكتاب – 1981.
5. سلسلة الدراسات المدنية – المدينة والتكنولوجيا - 1982.
6. مدن قناة السويس – مركز بحوث الشـرق الأوسط – جامعة عين شمس – القاهرة 1983.
7. الجغرافيا السياسية – وزارة التربية والتعليم بالاشتراك مع كلية التربية جامعة عين شمس – القاهرة 1983.
8. سلسلة الدراسات المدنية – ما المدينة؟ - 1985.
9. البراري – الهيئة المصرية العامة للكتاب – 1986.
10. سلسلة الدراسات المدنية - الانتشار الحضري – 1990.
11. سلسلة دراسات عن جغرافيا العالم العربي – البناء الجيولوجي - 1990.
12. قوة الدولة – دراسات جيواستراتيجية – مكتبة مدبولي – القاهرة 1992.[2]
13. ثلاثية حمدان – دار الهلال، 1995.
14. البحث الجغرافي في الكويت – الجمعية الجغرافية الكويتية – جامعة الكويت – الكويت 1996.
15. جغرافية مصر التاريخية في العصور الوسطى – مطبعة المنار – القاهرة 2001.
16. المدينة ظاهرة مورفولوجية - مطبعة المنار – القاهرة 2001.
17. حوارات مع حمدان - الهيئة المصرية العامة للكتاب 2002.
18. بانوراما الهيلوسين – دراسات ايكولوجية – مطبعة المنار – القاهرة 2012.

## إنتاجه الأدبي
1. النهر والبحر- دار الهلال 1989.
2. رسائل الصغار للكبار - من ثلاثة أجزاء – الهيئة المصرية العامة للكتاب 1990.
3. رشا في باريس – مكتبة مدبولي 1990.
4. أجمل أيام الطفولة - دار الهلال 2000.
5. حكايات أم الدنيا الجزء الأول (الطوفان) – الهيئة المصرية العامة للكتاب 2005.
6. موسوعة الطفل – مصر بعيون جغرافية – المجلس الأعلى للثقافة 2005 وهي أول موسوعة جغرافية للطفل العربي.

بالإضافة إلى عشرات القصص القصيرة في مختلف الصحف العربية.

## عضوية الجمعيات العلمية والمهنية
1. عضو الجمعية الجغرافية المصرية.
2. عضو لجنة الأمان النووي - أكاديمية البحث العلمي في مصر.
3. عضو المجلس الأعلى للثقافة في مصر.
4. عضو اللجنة الدائمة لإعداد الأطلس الفولكلوري في مصر.
5. عضو اللجنة الدائمة لترقية الأساتذة والأساتذة المساعدين في الجامعات المصرية.
6. عضو لجنة تطوير التعليم الثانوي – وزارة التربية والتعليم – مصر.
7. عضو المجالس القومية المتخصصة – شعبة العلوم الإنسانية والاجتماعية.
8. عضو منظمة المدن العربية.
9. عضو الاتحاد الجغرافي الدولي – شعبة الجغرافيا السياسية.

## مظاهر التقدير العلمي والأدبي
1. جائزة البحوث الممتازة – جامعة عين شمس - 1983.
2. جائزة الدولة التشجيعية في أدب الطفل – مصر - 1989.
3. وسام العلوم والفنون – مصر – 1989.
4. ميدالية نوط الامتياز (مصر) - 1989.
5. شهادة تقديرية من وزارة الثقافة – مصر.
6. درع كلية الآداب - جامعة عين شمس – عن العمل الأكاديمي لعام 1990.
7. درع المركز القومي لثقافة الطفل مع إصدار كتيب خاص – مصر- 1992.
8. شهادة تقديرية من كلية الآداب جامعة الاسكندرية -1991.
9. ميدالية جامعة Daito Bunka University اليابانية - 1992.
10. الموسوعة القومية للشخصيات المصرية البارزة – الجزء الأول – رقم 2377 ص 749 وزارة الإعلام 1992.